# Eduardo Iensen Franke
Eduardo Iensen Franke (Chillán, 26 de julio de 1911-Santiago, 8 de julio de 1985) fue un militar, aviador pionero y Comandante en Jefe de la Fuerza Aérea de Chile.

## Historia personal
Eduardo Iensen Franke nació en Chilllán, Región de Ñuble, el 26 de julio de 1911, hijo de Julio Jensen Hansen y Paulina Franke Fisher. En 1940 contrajo matrimonio con Lucía Cuadros Riofrío, con quien tuvo tres hijos: Patricia, Ignacio y Pablo. 
Cursó sus estudios básicos en Chillán, para posteriormente emigrar a Santiago, donde estudió en el Liceo Alemán y en el Internado Nacional Barros Arana. En 1928 se incorporó como cadete en la Escuela Militar donde realizó su primer vuelo en un avión Gipsy Moth y se apasionó por la aviación. En 1930 egresa de la Escuela Militar para que al año siguiente entrara a la Escuela de Aviación del Capitán Manuel Ávalos Prado, para formarse como parte de los futuros oficiales de la Fuerza Aérea. Una vez graduado, fue becado para ingresar a la Luftwaffe de Alemania, donde estudia la estructura de la fuerza aérea alemana, y vuela una cuarentena de máquinas, desde el Brücker hasta el Messerschmidtt Bf 109.

## Trayectoria Aeronáutica

### Línea Aérea experimental a Magallanes

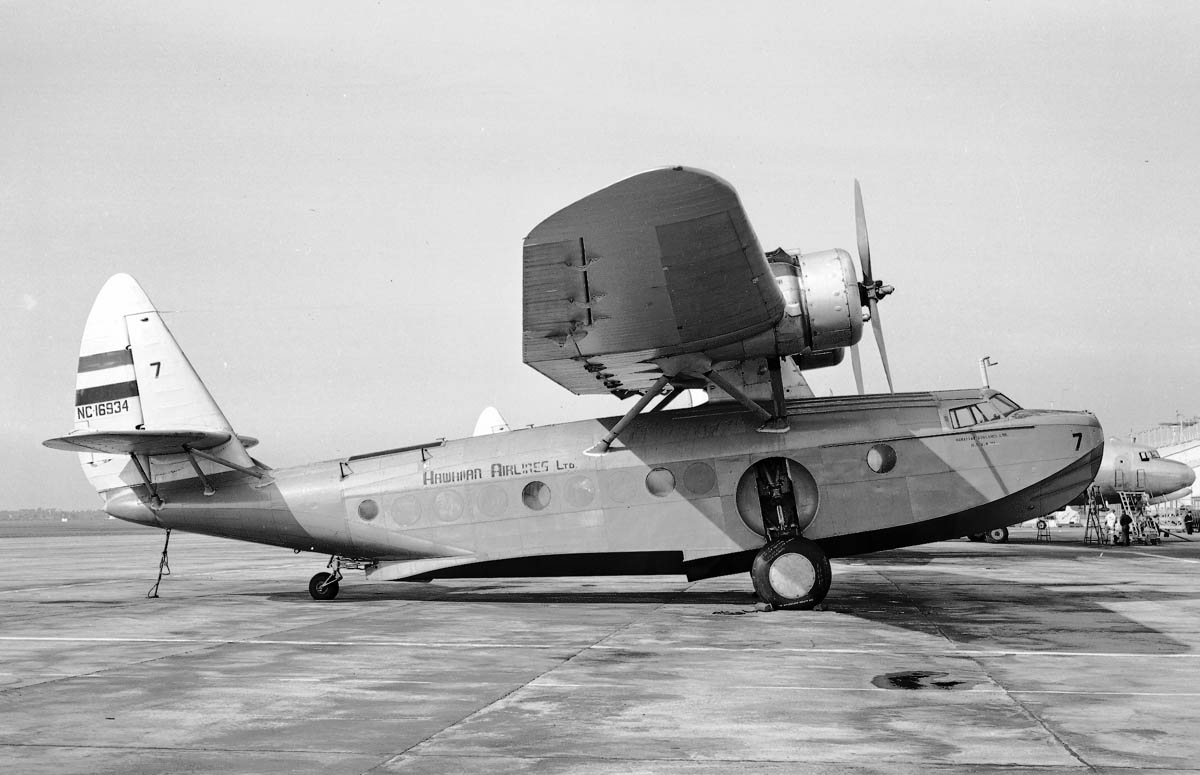
El Sikorsky S-43

En 1935, el Comandante Arturo Merino Benítez da inicio a los primeros vuelos comerciales desde Puerto Montt a Punta Arenas, en lo que se conoció como Línea Aérea Experimental a Magallanes, en aviones Sikorsky S-38 y Sikorsky S-43, con pilotos voluntarios procedentes de la Fuerza Aérea Nacional. Eduardo Iensen fue comisionado, junto a otros 37 pilotos, para iniciar las operaciones y abrir así las rutas comerciales a Magallanes.

### Olimpíadas de Berlín, 1936
En 1936, los tenientes Eduardo Iensen y Oscar Yáñez fueron seleccionados por la Fuerza Aérea de Chile para realizar un curso de vuelo sin motor en Alemania, donde Eduardo Iensen representó al país en los Juegos Olímpicos de Berlín en esa especialidad. De acuerdo a los estatutos Olímpicos, el país anfitrión debía elegir dos deportes en modalidad de competencias demostrativas, uno común en el país y otro desconocido. Se eligieron el vuelo sin motor, muy desarrollado en Alemania, y el béisebol, por aquel entonces poco conocido en Europa.
En la oportunidad, la Fuerza Aérea lo comisiona para realizar un curso de vuelo sin visibilidad y para integrar la comisión que estudia la adquisición de material aéreo en Europa.

### Primera Expedición Antártica Chilena

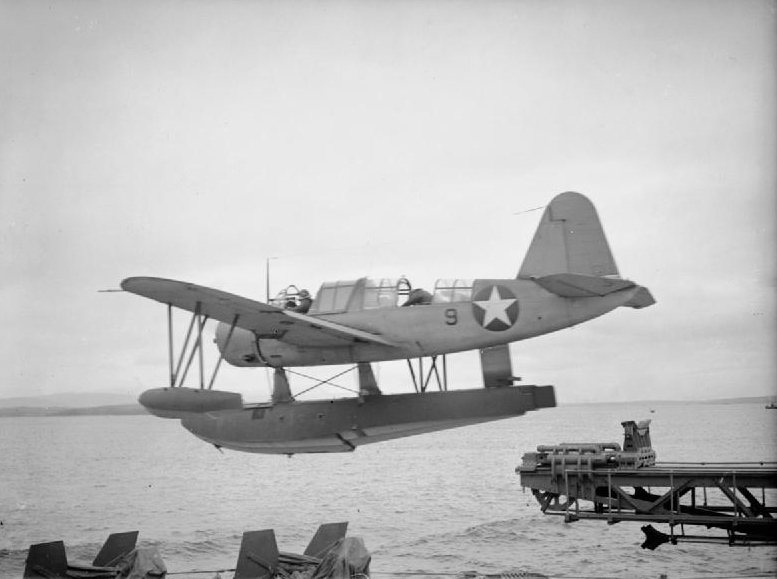
El Vought OS2U Kingfisher

En 1947 se organiza la primera expedición Antártica chilena en la que se embarcó un hidroavión Vought OS2U Kingfisher de matrícula N.º 308 a bordo del Transporte Angamos,  con el objeto de establecer una estación o base chilena permanente en territorio Antártico e iniciar actividades de exploración aérea.
El 15 de febrero, se realizan los primeros dos vuelos, uno piloteado por el Teniente 1° Arturo Parodi Alister, llevando como observador al Comandante Enrique Byers del Campo, y el siguiente piloteado por el Teniente 2° Humberto Tenorio, llevando como observador al Capitán Eduardo Iensen Franke. Se voló un total de 22 horas, reconociendo las islas Decepción y Levington, y zona de Lockroy, más muchos lugares próximos a la base «Soberanía» que más tarde se denominaría Base naval Capitán Arturo Prat.

## Historial militar
Su carrera en la Fuerza Aérea de Chile es la siguiente:
- 1930: con 19 años, se gradúa como Subteniente de Artillería en la Escuela Militar.
- 1931: ingresa a la Escuela de Aviación Capitán Ávalos, donde obtiene el grado de Piloto de Guerra.
- 1948: obtiene su título de Especialista en Estado Mayor de las Fuerzas Armadas.
- 1950: ingresa a la Academia de Guerra.
- 1951: es Director de la Escuela de Especialidades.[1]
- 1953: es Agregado Aeronáutico a la Embajada de Chile en Perú.
- 1955: es Comandante del Ala N.º 2, profesor del curso de Alto Comando, Director de Personal, Comandante del Comando de Instrucción y Comandante de la Guarnición Aérea El Bosque.[1]
- 1956: es Subsecretario de Aviación y es ascendido a General de Brigada Aérea.
- 1957: es Profesor de la Academia de Defensa Nacional en la asignatura de Conducción de Operaciones Conjuntas y Director de Aeronáutica.[1]
- 1958: es Comandante de Unidades y Profesor de Organización y Logística Conjunta para el Curso de Alto Mando de la Academia de Defensa Nacional.[1]
- 1959: es primero comandante de la Brigada de Instrucción de la Guarnición Aérea El Bosque y luego, comandante en jefe de la Brigada Aérea, comandante general de Guarniciones Aéreas, comandante de la Guarnición Aérea de Santiago y Juez de Aviación.
- 1960: es nombrado general de Aviación y jefe del Estado Mayor.
- 1961: es nombrado Comandante en Jefe de la Fuerza Aérea de Chile, hasta marzo de 1964, fecha en que se le concede el retiro del servicio.[1]

El General del Aire Eduardo Iensen Franke, actualizó los programas de instrucción y entrenamiento de las Escuelas, Academias y Unidades de la FACh.
Dispuso la adquisición de más material anfibio “Grumman” SA-16, en 1962, especialmente para las operaciones aeromarítimas, servicio de operaciones conjuntas y Unitas. A su vez ordenó  los primeros vuelos de “Grumman” al territorio antártico chileno y continuó la labor de desarrollo de las Bases Aéreas en dicha zona. Durante su periodo se adquirió material de vuelo de enlace y de transporte liviano, y se actualizaron las actuaciones del SAR (Servicio de Búsqueda y Salvamento Aéreo) y SAF (Servicio de Aerofotogrametría).
Dispuso que la Escuela de Vuelo Sin Motor continuara su desarrollo, para generalizar esta práctica entre el personal de Oficiales y se preocupó del desarrollo del Servicio de Relaciones Públicas de la Institución, respecto a este tema ordenó la formación del Primer Curso de Corresponsales en la FACh, bajo la tuición de este Servicio, con asistencia de 19 periodistas durante 40 días de clases y prácticas.
Fuerza Aérea de Chile,

Durante su gestión como Comandante en Jefe se creó la Academia Politécnica Aeronáutica en 1963, que es el instituto de Educación Superior de la Fuerza Aérea de Chile encargado de formar a los oficiales en las carreras de Ingeniería Aeronáutica, Defensa Antiaérea, Electrónica y Administración, asimismo, se crea la Galería Histórica de la Fuerza Aérea de Chile, solicitando crear a escala, los modelos de aviones que han sido utilizados por la institución. La Municipalidad de Chillán lo declara Hijo Ilustre de Chillán en 1963.

### Condecoraciones
A lo largo de su trayectoria en la Fuerza Aérea de Chile recibió las siguientes distinciones:
- Orden del Águila Alemana ( Alemania)
- Cruz Peruana de Aviación (Primera Clase) ( Perú)
- Cruz de la Fuerza Aérea (Tercera Clase) ( Venezuela)
- Orden de Abdón Calderón (Primera Clase) ( Ecuador)
- Orden del Mérito Aeronáutico Santos-Dumont (Gran Oficial) ( Brasil), 1957[11]
- Orden Nacional de Mérito (Gran Cruz) ( Paraguay)

- Orden Nacional de la Legión de Honor (Comandante) ( Francia)
- Legión al Mérito (Comandante) ( Estados Unidos)
- Legión al Mérito del SICOFAA (Gran Cruz) (Sistema de Cooperación entre las Fuerzas Aéreas Americanas)

No alcanza a recibir su última condecoración del SICOFAA por lo que el Comandante en Jefe del momento, Fernando Matthei, viaja a Lima para recibir la medalla en su representación.

## Después de su retiro
Luego de su retiro de la Fuerza Aérea en 1964, se dedica de pleno a sus otras pasiones: la conservación de la naturaleza y la arqueología.

### Ecología
Junto con el ingeniero Raúl Guillet y el médico Juan Grau fundan el Instituto de Ecología de Chile en 1974, en el cual Iensen fue su presidente, y cuyo objetivo fue actuar en defensa del medioambiente. El Instituto incidió en la declaración del alerce como monumento nacional en 1977, la creación del santuario de la naturaleza Peñón Peña Blanca en Algarrobo en 1978, la creación de la Reserva nacional Las Chinchillas en 1983, el cese de las actividades balleneras en Chile durante ese mismo año, y en que la Constitución de 1980 garantizara el "derecho a vivir en un medio ambiente libre de contaminación" y que "es deber del Estado velar para que este derecho no sea afectado y tutelar la preservación de la naturaleza", siendo la primera vez que una constitución chilena incluye la protección medio ambiental entre sus líneas.
En el sector pre-cordillerano del Arrayán y con la donación de la familia Amunátegui, propietaria de los predios Los Nogales y San Enrique, trabajó para lograr la creación de la reserva natural Santuario de la naturaleza El Arrayán de unas 21.000 hectáreas, en protección a la flora y fauna autóctona.

### Arqueología
En sus innumerables vuelos por el desierto del norte chileno, tuvo la oportunidad de avistar dese el aire ruinas de civilizaciones andinas y geoglifos, lo que despertó su interés por la arqueología.
En calidad de Comandante en Jefe de la Fuerza Aérea, recibe una solicitud para facilitar los medios para una expedición de la Dra. Grete Mostny, a quien decide acompañar.

Acompañé esta expedición y me pude percatar personalmente que el aporte de la aviación para esta clase de reconocimiento y exploración es de vital importancia para la arqueología, especialmente en nuestra zona desértica y puntos inaccesibles y difíciles de realizar por medios terrestres.
Eduardo Iensen Franke

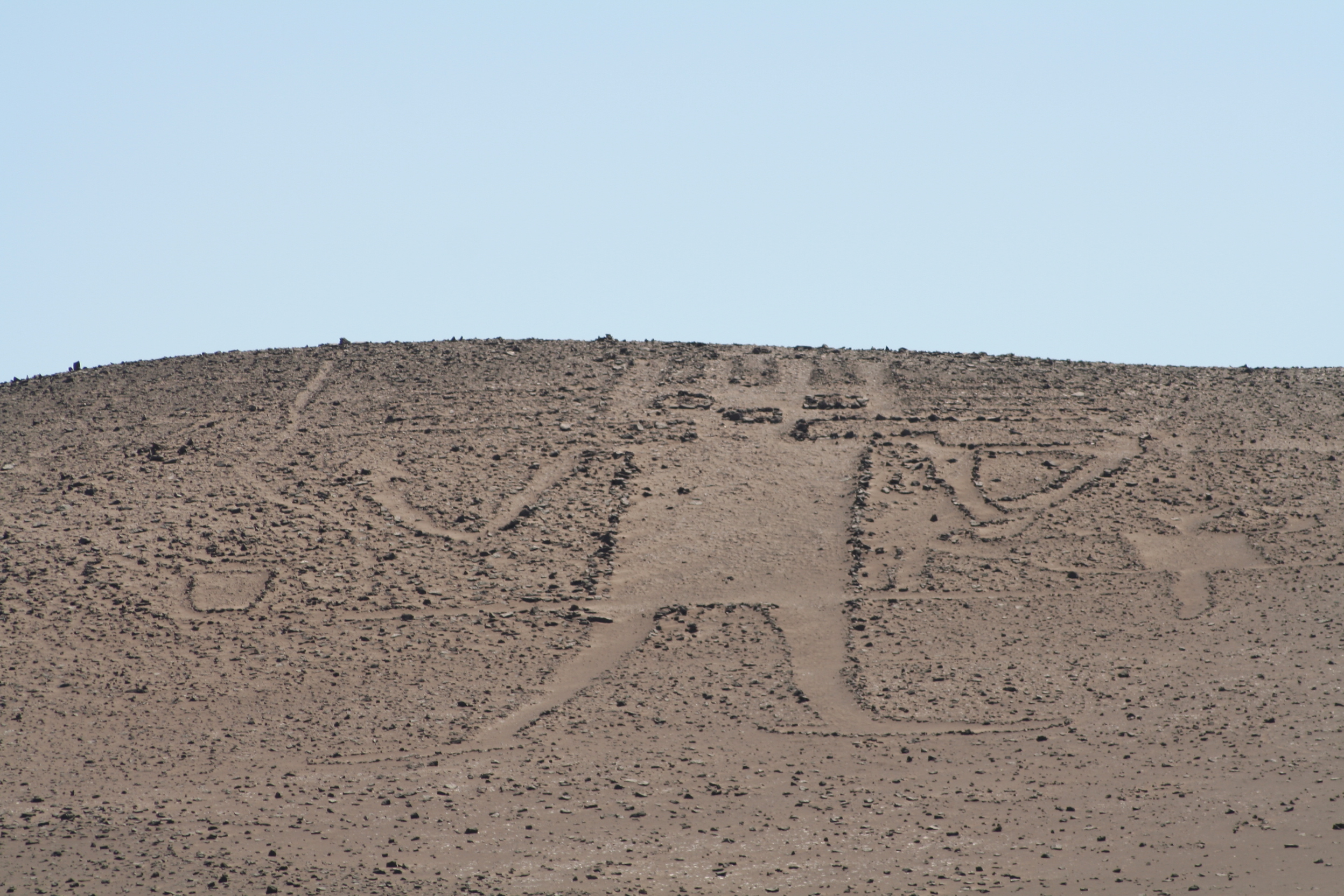
Geoglifo Gigante de Atacama

En 1965, ya en retiro, se interesa por continuar en trabajos de investigación desde el aire y ofrece su colaboración a la Universidad de California Davis y a la Universidad de Chile, realizando innumerables nuevos descubrimientos desde Santiago a Arica en compañía de otros arqueólogos. En 1967 realiza un vuelo exploratorio en la parte norte de la Pampa del Tamarugal con los arqueólogos Delbert True, Lautaro Núñez y M.C. Mandoff, cuando avistan por primera vez un geoglifo antropomorfo de unos 100 metros de alto en el cerro Unita, que más adelante sería denominado el Gigante de Atacama.
También en esos años realizó vuelos sobre el cráter del volcán Licancabur observando una de las ruinas arqueológicas de mayor altitud en el mundo, sobre los 6.000 metros. En 1977 organiza un grupo expedicionario junto al padre Gustavo Le Paige, destacado investigador de la cultura atacameña, para realizar una ascensión exploratoria a la cima del volcán. Esto le permite aportar antecedentes sobre arqueología de altura y motivar expediciones posteriores, como las del explorador Johan Reinhard.
Fundó la Corporación para el Desarrollo de las Ciencias, que editaba la revista CODECI y a través de la cual apoyó diversas iniciativas de exploraciones arqueológicas en Chile.
Colaboró activamente en la creación del Museo de Arte Precolombino, que quedó instalado en el antiguo edificio del Palacio de la Real Aduana, en el centro de Santiago.